# Union megye (Louisiana)
Union megye az Amerikai Egyesült Államokban, azon belül Louisiana államban található. Megyeszékhelye és legnagyobb városa Farmerville. Lakosainak száma 21 107 fő (2020. április 1.). Union megye Union, Ashley, Morehouse, Ouachita, Lincoln és Claiborne megyékkel határos.

## Népesség
A megye népességének változása:
| Lakosok száma | 22 770 | 22 716 | 22 442 | 22 344 | 22 477 | 21 107 |
|               | 2010   | 2011   | 2012   | 2013   | 2015   | 2020   |